# Dubins-út
A matematika, azon belül a geometria területén a Dubins-út (Dubins path) alatt az két pontot a kétdimenziós euklideszi síkban összekötő olyan, legrövidebb görbét értünk, ahol az út görbületére megszorítással élünk, előírjuk az út kezdeti és befejező iránytangenseit, és feltételezzük, hogy az út mentén haladó jármű csak előre képes haladni. Ha a jármű tolatásra is képes, az út a Reeds–Shepp-görbét követi.
1957-ben Lester Eli Dubins (1920–2010) geometriai érvelés segítségével megmutatta, hogy egy ilyen útvonal mindig maximális görbületű és/vagy egyenes szakaszokból áll össze. Más megfogalmazásban, a legrövidebb út maximális görbületű, illetve egyenes szakaszok összeillesztésével állítható elő. Ugyanezt később a Pontrjagin-féle maximumelv felhasználásával is sikerült igazolni.
A robotika és az irányításelmélet a Dubins-utat a guruló robotok, repülőgépek és víz alatti járművek útvonalainak tervezésére használja. Egyszerű mértani és analitikus módszerek segítségével lehet az optimális útvonalat kiszámítani.
Például egy kerékkel ellátott robotra alkalmazható egyszerű kinematikus gépkocsi-modell:
{\displaystyle {\begin{aligned}{\dot {x}}&=V\cos(\theta )\\{\dot {y}}&=V\sin(\theta )\\{\dot {\theta }}&=u\end{aligned}}}
ahol {\displaystyle (x,y)} a jármű helyzete, {\displaystyle \theta } a mozgásirány, a jármű konstans {\displaystyle V} sebességgel mozog, az {\displaystyle u} fordulékonyság pedig korlátozott. Ebben az esetben a maximális fordulási ráta valamely minimális fordulási sugárnak felel meg (és ezzel egyenértékű módon a maximális görbületnek). A Dublins-út két irányított pont közötti legrövidebb útvonalat határozza meg, ami egy kerekekkel ellátott robot számára megfelelő.

Az optimális útvonal leírható a gépkocsi-analógia segítségével, a „jobbkanyar (R)”, „balkanyar (L)” és az „egyenes irányban való hajtás (S)” opciókkal. Egy optimális útvonal a hat alaptípus valamelyikét tartalmazni fogja: RSR, RSL, LSR, LSL, RLR, LRL. Tehát ha valamely kezdeti pozícióhoz, befejező pozícióhoz és irányhoz egy „RSR” típusú útvonal tartozik, akkor kezdetben egy jobbra kanyarodást (R) kell végezni, majd egyenes vonalú mozgást (S), végül egy újabb jobbkanyart (R). A lépéssor minden elemét a megfelelő hosszúságban kibontva a legrövidebb utat kapjuk az A és a B pont között a kívánt iránytangensekkel, a megadott görbületet meg nem haladva.

Egy RSL Dubins-út
Egy RSR Dubins-út
Egy LRL Dubins-út